# 宝塚歌劇団96期生
宝塚歌劇団96期生（たからづかかげきだん96きせい）は、2008年に宝塚音楽学校に入学、2010年に同校を卒業後、宝塚歌劇団に入団した38名を指す。

## 概要
2008年の音楽学校の受験者数は854人、合格者40人、競争倍率21.38倍となった。
初舞台の演目は、霧矢大夢・蒼乃夕妃トップコンビ大劇場お披露目となる月組公演「THE SCARLET PIMPERNEL（スカーレット ピンパーネル）」。
2010年5月19日付で組配属となる。
新人公演主演（ヒロイン）経験者に優波慧、夢奈瑠音、和希そら、紫藤りゅう、花乃まりあ、叶羽時、咲妃みゆ、夢華あみ、朝月希和、綺咲愛里がいる。
バウホール公演主演（ヒロイン）経験者に和希そら、紫藤りゅう、花乃まりあ、咲妃みゆ、夢華あみがいる。
東上公演主演（ヒロイン）経験者に和希そら、咲妃みゆ、朝月希和、綺咲愛里がいる。
大劇場公演ヒロイン経験者に夢華あみがいる。
エトワール経験者に和希そら、花乃まりあ、乙羽映見、更紗那知、朝月希和、夢華あみ、妃華ゆきの、音咲いつき、瀬戸花まりがいる。

## 生徒退学問題
2008年に音楽学校に入学した生徒の1人が本科在学中に退学処分を受け、自主退学（後に復学し98期生として卒業したが未入団）。1人が予科在学中に退学処分を受けた。この退学処分を受けた生徒が、同期生による虚偽の報告で退学処分を受けたとして、音楽学校を被告とする訴訟を起こした。裁判の結果、退学処分は取り消され卒業資格が認められたが、調停条項により生徒は入団していない。

## 主な生徒

### OG
- 花乃まりあ：元花組トップ娘役
- 咲妃みゆ：元雪組トップ娘役
- 朝月希和：元雪組トップ娘役
- 綺咲愛里：元星組トップ娘役
- 優波慧：元花組男役
- 和希そら：元雪組男役
- 紫藤りゅう：元宙組男役
- 叶羽時：元月組娘役
- 夢華あみ：元雪組娘役

### 現役
- 夢奈瑠音：月組男役

## 一覧
| 芸名       | 読み仮名        | 誕生日   | 出身地           | 出身校                       | 身長    | 愛称                   | 役柄      | 配属                | 退団年 | 備考         |
| ---------- | --------------- | -------- | ---------------- | ---------------------------- | ------- | ---------------------- | --------- | ------------------- | ------ | ------------ |
| 夢華あみ   | ゆめか あみ     | 6月19日  | 千葉県千葉市     | 慶應義塾女子高校             | 164.5cm | あみ                   | 娘役      | 雪組                | 2014年 |              |
| 和希そら   | かずき そら     | 10月5日  | 岡山県岡山市     | 市立旭東中学                 | 168cm   | かず                   | 男役      | 宙組→雪組           | 2024年 |              |
| 空波輝     | そらなみ こう   | 10月2日  | 兵庫県三田市     | 神戸龍谷中学                 | 168cm   | ちこ                   | 男役      | 雪組                | 2012年 |              |
| 優波慧     | ゆうなみ けい   | 6月7日   | 東京都大田区     | 田園調布雙葉高校             | 171cm   | しお、だし             | 男役      | 花組                | 2022年 |              |
| 乙羽映見   | おとはね えみ   | 7月27日  | 大分県大分市     | 市立碩田中学                 | 165cm   | Emi                    | 娘役      | 花組                | 2019年 |              |
| 音咲いつき | おとさき いつき | 6月27日  | 神奈川県藤沢市   | 市立御所見中学               | 167cm   | SAI                    | 男役→娘役 | 星組                | 2023年 |              |
| 夢奈瑠音   | ゆめな るね     | 2月25日  | 東京都世田谷区   | 桐朋女子中学                 | 168cm   | ルネ                   | 男役      | 月組                |        |              |
| 秋音光     | あきね ひかる   | 11月23日 | 福岡県古賀市     | 明治学園高校                 | 168cm   | あきも                 | 男役      | 宙組                | 2023年 |              |
| 瀬戸花まり | せとはな まり   | 12月28日 | 徳島県名西郡     | 徳島市立高校                 | 163cm   | せとはな               | 娘役      | 宙組                | 2022年 |              |
| 春海ゆう   | はるみ ゆう     | 12月19日 | 大阪府大阪市     | 清明学院高校                 | 168cm   | ぐつ                   | 男役      | 月組                | 2025年 |              |
| 咲妃みゆ   | さきひ みゆ     | 3月16日  | 宮崎県児湯郡     | 日向学院高校                 | 160cm   | みゆりん               | 娘役      | 月組→雪組           | 2017年 |              |
| 蘭舞ゆう   | らんま ゆう     | 9月12日  | 山口県下関市     | 梅光女学院高校               | 171cm   | ゆりえ、らんま         | 男役      | 花組                | 2013年 |              |
| 更紗那知   | さらさ なち     | 6月1日   | 佐賀県佐賀市     | 佐賀女子高校                 | 162cm   | りえ、なち             | 娘役      | 花組                | 2021年 |              |
| 橘幸       | たちばな こう   | 12月3日  | 岐阜県多治見市   | 名古屋女子大学高校           | 167cm   | めーこ                 | 男役      | 雪組                | 2021年 |              |
| 叶羽時     | かのは とき     | 9月25日  | 兵庫県芦屋市     | 市立精道中学                 | 163cm   | ときちゅん             | 娘役      | 月組                | 2019年 |              |
| 紫藤りゅう | しどう りゅう   | 5月5日   | 東京都文京区     | 大妻高校                     | 174cm   | るりこ                 | 男役      | 星組→宙組           | 2023年 |              |
| 綺咲愛里   | きさき あいり   | 10月30日 | 兵庫県川西市     | 県立宝塚北高校               | 162cm   | まいこちゅ             | 娘役      | 星組                | 2019年 | 妹は美里玲菜 |
| 蒼井美樹   | あおい みき     | 2月26日  | 東京都世田谷区   | 都立国際高校                 | 163cm   | りょこ、リョン         | 娘役      | 雪組                | 2017年 |              |
| 花乃まりあ | かの まりあ     | 10月12日 | 東京都多摩市     | 恵泉女学園中学               | 164cm   | りおるん               | 娘役      | 宙組→花組           | 2017年 |              |
| 妃華ゆきの | ひめはな ゆきの | 6月26日  | 兵庫県西宮市     | 雲雀丘学園高校               | 162cm   | みどり                 | 娘役      | 雪組                |        |              |
| 茜小夏     | あかね こなつ   | 9月5日   | 東京都渋谷区     | 田園調布学園高等部           | 162cm   | こなつ                 | 娘役      | 月組                | 2018年 |              |
| 真地佑果   | まち ゆうか     | 11月22日 | 大阪府大阪市     | 帝塚山高校                   | 175cm   | まっち、まち、ゆっちん | 男役      | 雪組                | 2021年 |              |
| 朝月希和   | あさづき きわ   | 1月6日   | 東京都世田谷区   | 昭和女子大学附属昭和高校     | 163cm   | ひらめ、ともこ         | 娘役      | 花組→雪組→花組→雪組 | 2022年 |              |
| 桜奈あい   | さくらな あい   | 4月12日  | 大阪府東大阪市   | 帝塚山高校                   | 164cm   | あいにゃ、えなっち     | 娘役      | 月組                | 2021年 |              |
| 美桜エリナ | みおう えりな   | 10月22日 | 福岡県太宰府市   | 県立博多青松高校             | 162cm   | ふみな、エリナ         | 娘役      | 宙組                | 2016年 |              |
| 華蓮エミリ | かれん えみり   | 1月18日  | 香川県高松市     | ノートルダム清心学園清心中学 | 161cm   | エミリン、エリコ       | 娘役      | 雪組                | 2021年 |              |
| 白鳥ゆりや | しらとり ゆりや | 8月26日  | 兵庫県西宮市     | 神戸松蔭高校                 | 164cm   | ゆりやん               | 娘役      | 星組                | 2018年 |              |
| 桜舞しおん | おうま しおん   | 9月11日  | 福岡県北九州市   | 西南女学院高校               | 169cm   | おーま、りり           | 男役      | 花組                | 2018年 |              |
| 蒼矢朋季   | そうや ともき   | 1月8日   | 千葉県市川市     | 県立国分高校                 | 169cm   | マミー、ともき         | 男役      | 月組                | 2017年 |              |
| 千幸あき   | ちゆき あき     | 10月24日 | 千葉県八千代市   | 千葉敬愛高校                 | 170cm   | ちゆき                 | 男役      | 花組                | 2020年 |              |
| 五條まりな | ごじょう まりな | 10月30日 | 北海道札幌市     | 市立藻岩中学                 | 159cm   | かえ                   | 娘役      | 星組                | 2015年 |              |
| 颯希有翔   | はやき ゆうと   | 9月16日  | 埼玉県さいたま市 | 山脇学園中学                 | 169cm   | つっちー、つっちゃん   | 男役      | 月組                | 2021年 |              |
| 夢月せら   | むつき せら     | 7月16日  | 宮崎県宮崎郡     | 日向学院                     | 171cm   | ちゅん、せら           | 男役      | 宙組                | 2013年 |              |
| 拓斗れい   | たくと れい     | 6月7日   | 大阪府堺市       | 帝塚山学院中学               | 171cm   | たくと                 | 男役      | 星組                | 2021年 |              |
| 里咲しぐれ | りさき しぐれ   | 5月1日   | 東京都小金井市   | 都立小金井北高校             | 165cm   | むっく                 | 娘役      | 宙組                | 2021年 |              |
| 凰いぶき   | おう いぶき     | 5月12日  | 奈良県吉野郡     | 県立高取国際高校             | 172cm   | みの                   | 男役      | 雪組                | 2014年 |              |
| 貴姿りょう | たかしな りょう | 10月3日  | 大分県大分市     | 岩田学園岩田中学             | 171cm   | たかしな、あっち       | 男役      | 宙組                | 2013年 |              |
| 朝水りょう | あさみず りょう | 4月19日  | 東京都中央区     | 岡山商科大学附属高校         | 168cm   | モッピー、P            | 男役      | 星組                |        |              |